# Гейдж, Рэнди Пол
Рэнди Пол Гейдж (англ. Randy Paul Gage, Ренди Гейдж, род. 6 апреля 1959 года, Мадисон, штат Висконсин, США) — эксперт по саморазвитию, специализирующийся в области достижения успеха и благосостояния. Известен как автор книги «Почему вы глупы, больны и бедны… И как стать умным, здоровым и богатым!» (2006 г.)
Известен также по прозвищу «Мессия Миллионеров», из-за таких убеждений Рэнди Гейджа, как «Люди рождены быть богатыми, и быть бедным — грех».

## Биография
Рэнди Гейдж родился в семье Кей Гейдж и Роберт Гейдж 6 апреля 1959 года в городе Мадисон, штат Висконсин, США. Своего отца Роберта Гейджа Рэнди Гейдж никогда не видел. Его, старшего брата Джей и младшую сестру Лиз воспитывала и поддерживала их мама Кей Гейдж.
В подростковом возрасте Рэнди Гейдж пристрастился к алкоголизму, наркотикам и с раннего возраста имел проблемы с законом. Его выгнали из школы Madison West High School. В возрасте 15 лет Рэнди Гейдж попал в тюрьму за кражу со взломом и вооруженный разбой.
Поворотный момент в жизни Рэнди Гейджа произошел в 1974 году, благодаря ряду событий, которые начались с визита в тюрьму Бакстера Ричардсона — учителя и отца его друга, с кем он вместе учился. Бакстер изучал его дело, говорил с людьми о нем, и в разговоре сказал Рэнди, что тот способен на великие дела. Этот разговор помог изменить мировоззрение Рэнди Гейджа и то, как он чувствовал о самом себе.
В 1975 году Рэнди Гейдж получил условное освобождение и исполнился решимости изменить свою жизнь. В возрасте 16 лет Рэнди Гейдж переехал один в Майами, Флорида, для того, чтобы попробовать осуществить свою мечту жизни в тропиках. Он работал мойщиком посуды в ресторанах Howard Johnson’s, Pancake House, затем стал менеджером ресторанов Howard Johnson’s, Pizza Hut, Lum’s, и, в конце концов, стал владельцем нескольких ресторанов Mr Pizza.
В возрасте 30 лет его ресторан Mr Pizza был отобран налоговыми органами и выставлен на аукцион за долги. Рэнди Гейдж остался без работы, с долгами в размере 55.000 долларов и начал продавать свою мебель для пропитания. Находясь в этих трудных условиях, Рэнди Гейдж начал изучать «принципы процветания».
Рэнди Гейдж побывал в пятидесяти странах и путешествует до сих пор для проведения семинаров, посвященных успеху.

## Общественная деятельность
Рэнди Гейдж лично встречался
- с сенатором США Бобом Грехем
- с членом палаты представителей США от штата Флорида Конни Мэк
- с сенатором США Билл Нельсон
- с губернатором штата Флорида Лоутан Чайлз
- с президентом США Барак Обама
- с оперным певцом Пласидо Доминго

Занимаемые должности в общественных организациях
- Бывший президент Торговой Палаты города Санни Айлз Бич
- Бывший президент совета попечителей церкви Unity on the Bay

## Освещение в СМИ
- Новостной канал KCAL 9 News, 12 сентября 2011
- Публикация в журнале Succeed, Южная Африка, январь 2012 г.
- Публикация в The Straits Times, Сингапур 15 ноября, 2009
- В радиопередаче Outside the Box with Mitch Henck, 15 декабря, 2010
- Онлайн бизнес-журнал Inside Business Online 17 декабря, 2010
- Публикация в Inside Business 20 декабря, 2010
- В телешоу San Diego Living 13 января, 2011
- В передаче KOMO ABC 4 Seattle, 17 января, 2011
- В передаче FOX 35 Orlando, 22 февраля, 2011
- В радиопередаче Frequency with Mark Farrell, 22 мая, 2011
- В радиопередаче Intrepid Radio, 24 июня, 2011
- В онлайн версии газеты Daily Herald, 13 июля, 2011
- В онлайн версии журнала Inc., выпуск июль/август 2011 г.
- В радиопередаче The Willie Jolley Show on SiriusXM Radio, 5 августа, 2011
- В журнале для родителей Livingston Parent Journal августовский выпуск 2011 г.
- В журнале Soul & Spirit Magazine (UK), Великобритания, August Issue 2011
- В радиопередаче Beyond 50 Radio Show, 15 сентября, 2011
- В радиопередаче Careers From the Kitchen Table, 27 октября, 2011 г.
- В журнале Awareness Magazine, Сентябрь/Октябрь 2011
- В журнале Personal Excellence, Ноябрь 2011
- В газете Chicago Tribune 10 января, 2012 г.
- В онлайн-журнале для банкиров Bank Tracker 13 января 2012
- Шоу The Daily Buzz, 27 февраля 2012
- Шоу Daytime в Tampa, 5 апреля 2012
- Утреннее Шоу в Сидней, Австралия, 14 мая 2012 (англ. The Morning Show)